# هيرمينسن بالو
هيرمينسن بالو (مواليد 26 فبراير 1971) هو ملاكم إندونيسي، مثّل بلاده في الألعاب الأولمبية الصيفية في دورتي 1996 و2000.

## روابط خارجية
هيرمينسن بالو على موقع أوليمبيديا (الإنجليزية)